# Cervia United
Il Cervia United è una società calcistica italiana con sede a Cervia, in Emilia-Romagna, e militante dal 2018 nel campionato di Promozione. Tra il 2004 e il 2006 è salita alla ribalta nazionale per la partecipazione al reality show Campioni, il sogno di Italia 1.

## Storia

### La fase pionieristica
Il Cervia non ha mai partecipato a nessun campionato professionistico della FIGC, rimanendo sempre nel panorama dilettantistico del calcio italiano. L'attività nasce nel periodo in cui la città viene riconosciuta "Stazione termale", iniziando a giocare in un'area in prossimità del vecchio lavatoio, negli anni trenta la squadra si dà un assetto maggiormente organizzato prendendo il nome di Società Sportiva Cervia e si trasferisce in un campo presso il Lungomare (oggi Lungomare D'Annunzio). Facevano parte di quella squadra i portieri Mario Vicari e Nerio Marzelli, i terzini Juvarez Penso e Olindo Dallamora detto gamba ad sàrar (gambo di sedano), il centromediano Alfredo Collina, Pietro "Piròn" Grassi (già ciclista dilettante), Alberto Cortesi, Fernando Zoffoli, Sergio Fusconi, Giovanni "Rino" Cecchi, Erminio Bigotti.
La squadra, con questa fisionomia e gli innesti di Quarto Vicari, Boesio Casanova, Tolmino Medri e Germano Todoli, rappresentò la società sino al 1938 quando a Milano Marittima venne inaugurato lo Stadio dei Pini, impianto richiesto in maniera insistente da Augusto Piraccini, detto "Besagnon". L'epoca fascista e l'enfasi per l'esercizio fisico, rendeva le cronache delle partite come scontri epici, nonostante la preparazione, come ricorda "Rino" Cecchi, si limitasse a giri di campo e ginnastica, mentre in campo la squadra si schierava con il "Metodo", come in voga in quegli anni. I giocatori erano a tutti gli effetti dei veri "dilettanti": lavoratori di salina, impiegati, negozianti.

### Il secondo dopoguerra
Il periodo bellico, oltre che a portare lutti e distruzioni, rallentò la nascente industria turistica, ma non fermò mai del tutto l'attività calcistica, fatta anche di situazioni estemporanee come quella del 22 agosto 1943 quando il Cervia sconfisse la rappresentativa dei militari della Germania nazista per 2-0, mentre nei primi giorni del 1944 pareggiò con la rappresentativa militare della Repubblica Slovacca per 1-1.
Subito dopo la fine delle ostilità e la liberazione, avvenuta a Cervia il 22 ottobre 1944, il calcio cercò di dare una mano alla ricerca della normalizzazione, nell'agosto 1945 si tenne nel vecchio Campo del Lungomare un trofeo calcistico dedicato ai Caduti cervesi, seguì di lì a poco una partita amichevole con il Ravenna finita 2-0 per i ravennati. Nell'ottobre dello stesso anno venne ufficialmente ricostituita la squadra grazie soprattutto allo sforzo di Boesio Casanova (poi presidente), Mario Baldisserri, Domenico Fusaroli, Dino Penso e Bruno Masini: il 15 ottobre presso la sezione bolognese della FIGC, in piazza XX Settembre, nacque ufficialmente quella che venne denominata Associazione Sportiva Cervia, che riprese a giocare al vecchio Campo del Lungomare, in attesa dei lavori di ripristino dello Stadio dei Pini, dove rimanevano di stanza le truppe polacche.
La prima stagione del dopoguerra 1945-1946, il Cervia venne inserito nel Campionato Regionale di Prima Divisione Girone B, assieme ad altre undici formazioni romagnole, la squadra cervese ottenne l'ottavo posto con 17 punti figli di sei vittorie, cinque pareggi e dieci sconfitte. L'anno successivo va decisamente meglio, quando raccoglie un terzo posto dietro Castrocarese e Perticara, mentre nella stagione 1947-1948 ottiene comunque un lusinghiero quarto posto. Dalle altalene degli anni successivi, si giunge ai primi anni 1950 che segnarono invece una temporanea sospensione dell'attività dell'A.S. Cervia, che venne in toto sostituita dal C.R.A.L. Salina di Cervia, presieduto dall'ingegner Indini ed allenata da Noviski.

### L'approdo in Serie D
Il Cervia riprende l'attività nella stagione 1953-1954 cogliendo un quarto posto nel campionato di Prima Divisione Girone A, l'anno successivo la squadra scende al settimo posto per poi risalire l'anno dopo al sesto: è il preludio alla stagione 1956-1957 che porta il Cervia nel Campionato Nazionale Dilettanti con la vittoria in campionato a 42 punti, uno in più della Pol. Moretti Cesenatico, grazie a 20 vittorie, 2 pareggi e 2 sole sconfitte. La salita della squadra è figlia non solo delle capacità dei giocatori ma anche di una città che vive il boom turistico e demografico, cavalcato da Todoli presidente e Masini vicepresidente, che portano il Cervia a giocare in due anni la IV Serie e poi la Serie D sino alla stagione 1971-72.
Difatti, il Cervia nel 1957-1958, allenato da Biagini, inanella un'altra stagione di livello: da neopromossa vince il Girone A del CND con 36 punti e giunge in IV Serie. Fanno parte della squadra Zanini, Benvenuto, Vignoli, Proni, Sintoni, Ridolfi, Brighi, Coari, Proli, Guidazzi, Bertaccini, Bettancini, Bianchedi, Lelli.
Nella prima stagione in IV Serie il Cervia affronta squadre blasonate come Cesena e Rimini (battuto allo Stadio dei Pini 2-1) e si classifica al decimo posto finale con 13 vittorie, 8 pareggi e 13 sconfitte. Nella successiva Serie D 1959-1960 (nuova denominazione della IV Serie), il Cervia si batte ottimamente guidato da Libero Zattoni in panchina, ma è sicuramente meno attrezzata di Cesena, Fano e Jesi, che giocano per la promozione; il quarto posto finale è degno di nota, ottenuto con 13 vittorie, 11 pareggi e 10 sconfitte.
Inserito nel girone C della Serie D 1960-1961, il Cervia allenato da Modanesi giunge nono, ridimensionato nelle aspettative, ma gioca le sue partite ufficiali più lontano da casa: Merano e Monfalcone, i 35 punti finali situano la squadra rivierasca a metà classifica.

### La promozione sfiorata in Serie C
La Serie D 1961-1962 costringe di nuovo il Cervia a lunghe trasferte fino a Trento. La formazione ritrova il derby con il Moretti Cesenatico che batte i cervesi per 1-0 in casa e strappa il pareggio a Cervia, i gialloblù hanno comunque la soddisfazione di battere il CRDA Monfalcone vincitore del girone, pur terminando al dodicesimo posto appena sopra la zona retrocessione, con 30 punti in 34 gare. I risultati fanno riflettere sul rischio di scivolare lentamente verso la categoria inferiore, così il Cervia riesce ad allestire una squadra efficace a partire dal centravanti Berti, tuttavia la Vis Pesaro domina il campionato vincendo per distacco proprio sul Cervia capitanato da Scarascia, che si fermerà a 43 punti contro i 50 dei marchigiani. Il secondo posto è il miglior risultato della storia del Cervia, frutto di 14 vittorie, 15 pareggi e 5 sconfitte. La squadra non risente del contraccolpo psicologico del secondo posto e nella Serie D 1963-1964 il Cervia, pur avendo molti occhi puntati addosso per il precedente ottimo campionato, ottiene comunque un buon quinto posto battendo anche la vincitrice del girone, il Carpi.
Ben diversa si presenta la Serie D 1964-1965: dopo un avvio con buoni risultati, i gialloblù allenati da Arnaldo Pantani scivolano progressivamente verso le retrovie fino all'orlo del baratro, evitato solo grazie alla vittoria in un drammatico spareggio giocato ad Arezzo, dove il Cervia batte il Cattolica Calcio per 4-3 salvando la stagione. Nella Serie D 1965-1966 la presidenza della società passa da Boesio Casanova a Germano Todoli, l'allenatore Pantani confermato ha a disposizione i fedeli Esposito, Zoffoli e Piretti, ed in porta il faentino Attilio Santarelli, e così giunge un soddisfacente settimo posto che il Cervia migliora nella stagione successiva dove domina il Città di Castello che all'epoca contava su Silvano Ramaccioni come direttore sportivo. In quest'ultima stagione i gialloblù rinnovati soprattutto nelle retrovie e con Fabbri in attacco si tolgono soddisfazioni come battere il Parma di Sergio Brighenti grazie soprattutto alla seconda miglior difesa del torneo.
Le due annate successive non regalano al Cervia sussulti particolari: un decimo e un tredicesimo posto sono l'effetto di un rinnovamento che non dà i frutti nell'immediato, ma solo durante la Serie D 1969-1970, quando il Cervia guidato da Bazzocchi arriva terzo ad un punto dalla seconda piazza conquistata dal Forlì, mentre il girone è vinto dalla Maceratese.

### La retrocessione e il ridimensionamento
Il grande sforzo della stagione '69-'70 non ha seguito: il girone veneto-romagnolo-marchigiano lascia al Cervia solo un mesto dodicesimo posto che salva una stagione comunque molto sofferente. La stagione 1971-1972 è l'ultima disputata dal Cervia in serie D e lo rimarrà per più di trent'anni: la squadra dopo un campionato affannoso giunge terzultima, ad un solo punto dalla zona spareggi, retrocedendo direttamente nella Promozione regionale. Si apre un periodo lungo dove il Cervia, capitanato dall'imprenditore cesenate Achille Giorgini, presidente dal 1975 al 1985, rimane tra le migliori forze regionali senza mai riuscire a tornare in Serie D. Dalla creazione dell'Eccellenza regionale sino alla promozione del 2005 ha partecipato a tutti i massimi tornei regionali, vedendo giocare tra le proprie file ottimi giocatori quali Simone Confalone, poi capitano del Cesena.

### Le stagioni in Promozione
La Promozione 1972-1973 trova un Cervia appena retrocesso che si scrolla di dosso la delusione per il salto indietro, tuttavia i 37 punti lo collocano solo al quarto posto nel girone vinto poi dal San Lazzaro nello spareggio di Ravenna. L'annata successiva è quella che negli anni 1970 avvicina di più i gialloblù al sogno di tornare in quarta serie: il secondo posto finale dietro al Russi ad un solo punto nonostante il sonoro 4-1 rifilatogli in casa lascia un certo amaro in bocca, anche perché le successive stagioni saranno comunque lusinghiere (seconda a 4 punti nel 1974-1975, quarta nel 1975-1976, quinta nel 1976-1977, in queste due ultime stagioni guidata da Giancarlo Magrini) ma mai più all'altezza di quella.
Nel 1977-1978 il Cervia inizia un triennio di risultati mediocri: ottava a diciotto punti dalla vetta, ottava nel girone da 14 nel 1978-1979, addirittura decima l'anno successivo, salvandosi direttamente per un solo punto su Sampierana e Gambettolese. Il settimo posto della stagione 1980-1981 sembra invertire la rotta sotto l'allenatore Lucchi, ma dopo il quarto posto della stagione successiva il Cervia torna nella mediocrità con il nono posto.
Corradi e poi Chierici trainano la squadra a metà anni ottanta: il Cervia giunge quarto con il primo e sesto con il secondo nella successiva stagione. Nel 1985-1986 il Cervia è tra le quattro squadre penalizzate di 3 punti per l'alterazione del registro ammonizioni del Comitato Regionali, giunge all'ultimo posto utile per salvarsi. È una sorta di tocco del fondo, perché poi il Cervia passa al settimo posto, per poi salire al quarto della stagione 1987-1988, quella che inizia con la mesta notizia della morte del "Presidente" per eccellenza, Todoli, avvenuta il 24 luglio. Corradini e Ciani poi portano il Cervia negli anni 1990 con un quinto ed un ottimo terzo posto a due punti dalla promossa Sampierana, inizia il quadriennio di presidenza di Romano Rosetti.
Il periodo successivo fa affidamento sul coach Marino Baldazzi che dopo il quinto posto della stagione 1990-1991 riporta al terzo posto regionale i gialloblù, la già buona prestazione viene addirittura migliorata l'anno successivo quando il Cervia si piazza secondo alle spalle del San Marino a una sola lunghezza di distacco. La stagione 1993-1994 vede ridimensionarsi le ambizioni cervesi, dato che i gialloblù non vanno oltre la settima piazza in un campionato dominato dall'Imolese che in epoca di due punti per vittoria rifilò nove lunghezze alla prima inseguitrice. Sesto posto nel 1994-1995, terzo dietro alla coppia Boca-Santarcangiolese l'anno successivo, solo nona una stagione dopo, quando è nuovamente il San Marino a salire nei Dilettanti.

### Il reality showCampionie il ritorno in Serie D

La rosa del Cervia all'inizio della stagione 2004-2005

Il tanto atteso ritorno nei Dilettanti coincide con il biennio in cui la società diventa protagonista del reality show di Italia 1 Campioni, il sogno, condotto da Ilaria D'Amico, grazie al quale ottiene la munifica sponsorizzazione Vodafone (che si aggiunge anche alla ragione sociale nella stagione 2005-2006). Sotto la guida tecnica di Ciccio Graziani, il Cervia conquista la promozione in Serie D, vincendo il girone B del campionato di Eccellenza Emilia-Romagna. Durante la stagione, la formazione cervese gira per l'Italia affrontando varie compagini di Serie A in gare amichevoli, oltre alla Nazionale Piloti, capitanata da Michael Schumacher. Sulla base anche di queste amichevoli vengono scelti gli undici finalisti della prima edizione, che affrontano in un'ultima amichevole le vecchie glorie del campionato italiano di Serie A: al termine della partita, il pubblico sceglie una cinquina di nomi, da cui vengono selezionati i tre vincitori che si aggregano ai ritiri estivi delle tre grandi tradizionali del calcio italiano. L'anno successivo il Cervia termina al quarto posto nel girone C del campionato di Serie D, centrando l'obiettivo dei playoff per la promozione in Serie C2, ma perde in semifinale. Nel 2006-2007, per la prima volta nella sua storia, la squadra romagnola partecipa alla Coppa Italia, affrontando nel primo turno l'Ascoli e venendo sconfitta per 6-0.

### Dopo il reality show
Terminato il reality la squadra (che termina anche il rapporto con Vodafone) non ha avuto molta fortuna: la prima stagione senza telecamere è coincisa col ritorno in Eccellenza, in seguito all'ultimo posto in classifica nel girone D della Serie D 2006-2007. Nella stagione 2007-2008 milita nel campionato di Eccellenza Emilia-Romagna, nel girone B. La squadra, pressoché smantellata, viene affidata a Marino Baldazzi, che porta il Cervia alla salvezza. L'anno successivo invece Baldazzi, che conferma il grosso della squadra, ottiene risultati migliori ottenendo il quinto posto finale.

### La retrocessione in Promozione
Il Cervia 1920, che aveva partecipato a tutti i campionati di Eccellenza da quando era stata costituita la categoria, ad eccezione dei campionati di Serie D 2005-2006 e 2006-2007, si presenta ai nastri di partenza della stagione 2011-2012 con una squadra fortemente ringiovanita. Dopo un campionato altalenante, giunge ad una sorta di spareggio all'ultima giornata, in trasferta con il Calcio Castel San Pietro Terme. I romagnoli, che possono contare su due risultati su tre, conducono sino a pochi minuti dal termine, ma i castellani pareggiano il risultato all'80' e si portano in vantaggio al 90' costringendo il Cervia a retrocedere in Promozione. Al termine della stessa stagione viene formalizzata la scissione tra il settore calcio ed il settore calcio a 5 con la costituzione del Futsal Cesenatico che eredita dai gialloblù il titolo per iscriversi al campionato regionale emiliano romagnolo di calcio a cinque di Serie C2.

### Il ritorno in Eccellenza e la nuova retrocessione in Promozione
Nel 2014-2015, dopo due stagioni in Promozione, la squadra ottiene il ritorno in Eccellenza. I romagnoli mantengono la categoria per due annate, prima di retrocedere nuovamente in Promozione al termine della stagione 2017-2018. Nelle annate successive il Cervia milita in Promozione. Il 25 e 26 giugno 2022 viene celebrato il centenario del Cervia (nominato "100 anni da campioni" e festeggiato in ritardo di due anni a causa della pandemia di COVID-19): nell'occasione gran parte dei protagonisti della prima edizione del reality Campioni, il sogno hanno disputato una partita contro le All Star del club e non solo. Ai festeggiamenti ha partecipato anche l'allenatore della promozione in Serie D, il campione del mondo Ciccio Graziani.

### La nascita del Cervia United
Nel 2024 il Cervia 1920 e il Del Duca Grama decidono di unire le forze per dar vita ad un nuovo soggetto, il Cervia United.

## Allenatori
- 1945-46 -  Antonio Del Moro
- 1947-48 -  Giulio Sivieri
- 1948-51 -  Renato Taralli
- 1951-53 -  Nicolaij Noviski
- 1953-55 -  Giovan Battista Fabbri
- 1954-55 -  Diego Adami
- 1957-58 -  Attilio Biagini
- 1958-60 -  Libero Zattoni
- 1960-61 -  Eugenio Modanesi
- 1961-62 -  Nicola Scarascia
- 1962-63 -  Arnaldo Pantani
- 1963-67 -  Vitantonio Volpe
- 1967-72 -  Enzo Bazzocchi
- 1973-74 -  Libero Zattoni
- 1974-75 -  Nicola Vastola
- 1975-79 -  Giancarlo Magrini
- 1979-80 -  Emilio Pimbauno
- 1980-83 -  Gabriele Lucchi
- 1983-84 -  Mario Cipollotti
- 1984-85 -  Germano Chierici
- 1985-86 -  Fabio Pollini
- 1986-87 -  Matteo Quadrelli
- 1987-89 -  Luca Corradini
- 1989-90 -  Sandro Ciani
- 1990-94 -  Marino Baldazzi
- 1994-02 -  Raffaele Ferrante
- 2002-03 -  Claudio Savioli
- 2003-04 -  Andrea Orecchia
- 2004-06 -  Francesco Graziani
- 2006-07 -  Andrea Bini
- 2007-10 -  Marino Baldazzi
- 2010-11 -  Matteo Domeniconi
- 2011-13 -  Paolo Bertaccini
- 2013-14 -  Moreno Farsoni
- 2014-15 -  Massimo Sangiorgi
- 2015-19 -  Roberto Pirazzini
- 2019-20 -  Gianmarco Molducci
- 2020-21 -  Antongiulio Bonacci
- 2021-22 -  Enrico Buonocore
- 2022-23-  Luca Ceccarelli
- 2023 -   Pasquale Vittorio
- 2023-24 -  Gianluca Drudi
- 2024-oggi -   Davide Montanari

## Presidenti
- 1927-1945 -  Orlando Casagrande
- 1945-1951 -  Boesio Casanova
- 1951-1953 -  Ingnazio Indini
- 1953-1965 -  Boesio Casanova
- 1965-1975 -  Germano Todoli
- 1975-1985 -  Achille Giorgini
- 1985-1988 -  Germano Todoli
- 1988-1992 -  Romano Rosetti
- 1992-2002 -  Giuliano Lucchi
- 2002-2004 -  Antonio Gattamorta
- 2004-2008 -  Massimo Medri
- 2008-2011 -  Claudio Bertozzi
- 2011-2016 -  Antonio Gattamorta
- 2011-2015 -  Gianluca Re
- 2015-2016 -  Fabio Riva
- 2016-2024 -  Roberto Marzelli
- 2024-oggi -  Ughetto Cangini

## Palmarès
- Prima Divisione: 1

1956-1957 (girone B)
- Promozione: 2

1957-1958 (girone A), 2014-2015 (girone D)
- Eccellenza: 1

2004-2005 (girone B)